# Parametra
Genre
Parametra est un genre de comatules de la famille des Thalassometridae.

## Liste des espèces
Selon World Register of Marine Species (13 avril 2015) :
- Parametra ajax AH Clark, 1929 -- Malaisie
- Parametra compressa (Carpenter, 1888) -- Indonésie et Australie (200~800 m de profondeur)
- Parametra fisheri (AH Clark, 1908) -- Hawaii (350~650 m de profondeur)
- Parametra granulata AH Clark, 1913 -- Philippines (150~510 m de profondeur)
- Parametra lisa AH Clark, 1950 -- Indonésie
- Parametra orion (AH Clark, 1907) -- Mer de Chine (100~300 m de profondeur)